# Laarsche Bruch
Das Laarsche Bruch, auch Laarsches Bruch, ist ein Naturschutzgebiet in der niedersächsischen Gemeinde Laar (Samtgemeinde Emlichheim) im Landkreis Grafschaft Bentheim.
Das Naturschutzgebiet mit dem Kennzeichen NSG WE 170 ist rund 9,5 Hektar groß. Es steht seit dem 24. Mai 1986 unter Naturschutz. Zuständige untere Naturschutzbehörde ist der Landkreis Grafschaft Bentheim.

## Beschreibung
Das Naturschutzgebiet liegt nordwestlich von Laar an der Grenze zu den Niederlanden und besteht im Wesentlichen aus dem Laarschen See, der 1984 durch Sandentnahme für den Bau eines NATO-Depots im niederländischen Coevorden entstanden ist. Das Gebiet wurde seiner natürlichen Entwicklung überlassen und stellt mittlerweile ein Refugium für Wasservögel dar. Es konnten dort über 200 überwinternde Zwergschwäne gezählt werden. Ebenso ist das Gebiet für Singschwäne und Reiherenten von großer Bedeutung.
Das Naturschutzgebiet wird vom NABU Grafschaft Bentheim betreut. Am Ufer des Sees befindet sich eine Beobachtungshütte.